# Ann-Kathrin Nezik
Ann-Kathrin Nezik (* 1986 im Ruhrgebiet) ist eine deutsche Journalistin.

## Werdegang
Nach ihrem Bachelor in American studies and German literature an der Humboldt-Universität zu Berlin 2009 sowie einem Jahr als Austauschstudentin an der New York University schloss Nezik 2011 ihr Nordamerikanistik-Studium am John-F.-Kennedy-Institut für Nordamerikastudien mit dem Master ab. Parallel absolvierte sie ein Sprachprogramm an der Zhejiang-Universität und sammelte journalistische Erfahrungen bei der Studentenzeitschrift UnAufgefordert, unter anderem als Chefredakteurin. Von 2011 bis 2012 absolvierte sie eine Ausbildung an der Deutschen Journalistenschule. Sie war zunächst in Praktika bei Der Spiegel, Stern sowie ZDF tätig und arbeitete dann als freie Journalistin für den Tagesspiegel. Von 2013 bis 2019 war sie Redakteurin mit den Schwerpunkten Digitale Wirtschaft und Medien im Wirtschaftsressort des Spiegel, seit 2019 hat sie als Redakteurin die Schwerpunkte Digitalisierung und Internetökonomie bei der Zeit.
2017 wurde Nezik für ihre Reportage „Schmerzpunkte überall“ über die SMS Group von der Johanna-Quandt-Stiftung mit dem Herbert Quandt Medien-Preis ausgezeichnet.